# Alfred Nicolas Martin
Alfred Nicolas Martin, né le 11 octobre 1868 à Paris où il est mort le 27 juin 1953, est un peintre français.

## Biographie
Alfred Nicolas Martin est le fils de Jean Nicolas Martin et de Marie Barbe Becker.
Élève de Léon Bonnat, il expose au Salon à partir de 1890, puis devient membre de la Société des Artistes français.
Il obtient une mention honorable en 1895, une médaille de troisième classe en 1910, une mention honorable à l'exposition universelle de 1900, le prix de l'association des élèves de Bonnat en 1927, le Prix Pillini en 1928, la médaille d'or en 1929.
Il meurt célibataire à l'Hôpital Broussais à l'âge de 85 ans.